# Diecezja Santíssima Conceição do Araguaia
Diecezja Santíssima Conceição do Araguaia (łac. Dioecesis Sanctissimae Conceptionis de Araguaya) – diecezja Kościoła rzymskokatolickiego w Brazylii. Należy do metropolii Belém do Pará, wchodzi w skład regionu kościelnego Norte 2. Została erygowana przez papieża Pawła VI bullą Ne diutius w dniu 27 marca 1976 jako prałatura terytorialna. 16 października 1979 podniesiona do rangi diecezji.